# Осока жёлтая
Осо́ка жёлтая, или Осо́ка жёлтенькая (лат. Carex flava) — многолетнее травянистое растение, вид рода Осока (Carex) семейства Осоковые (Cyperaceae).

## Ботаническое описание

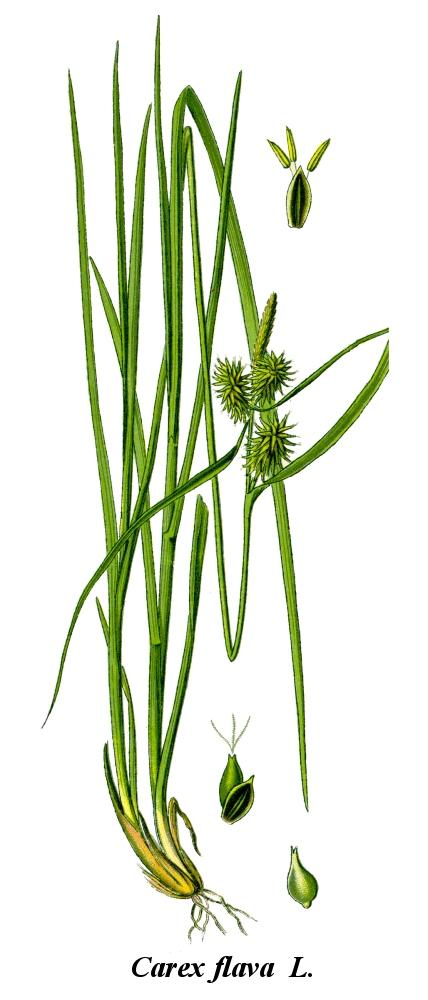

Светло-зелёное или зелёное (после сушки желтоватое) растение с густо-дернистым корневищем.
Стебли гладкие, (15)20—60 см высотой, внизу облиственные.
Листья (2)3—5(7) мм шириной, плоские или уплощённо-желобчатые, короче стебля.
Колоски в числе 2—4, скученные, нижний часто отставлен. Верхний (очень редко два—три) — тычиночный, линейно-ланцетный или цилиндрически-булавовидный, (0,5)0,7—2,5 см длиной, сидячий, или реже на ножке в 0,3—3(3,5) см длиной, с тупыми продолговатыми ржаво-рыжими или ржавыми чешуями; остальные — пестичные, шаровидные, яйцевидные или продоговато-яйцевидные, (0,7)0,8—2 см длиной, 0,6—1(1,2) см в диаметре, густые, сближенные, или нижний значительно отставленный, на ножке 1—2 см длиной, почти скрытой в прицветном влагалище, с яйцевидными, острыми, ржавыми или светло-ржавыми, с зелёной или жёлто-зелёной серединой чешуями, вполовину у́же и короче мешочка. Мешочки продолговато-яйцевидные, зрелые отогнутые вниз, вздуто-трёхгранные, (3,5—4)5—6,5(7) мм длиной, жёлто-зелёные или светло-зелёные, позже жёлтые или желтоватые, с многочисленными жилками, в основании округлые, сидячие или почти сидячие, с носиком, равным половине длины всего мешочка, цилиндрическим, отогнутым вниз, гладким, наверху глубоко ржаво-расщеплённым, двузубчатым. Нижний кроющий лист обычно без влагалища, иногда с влагалищем до 1,5 см длиной, с пластинкой в (1,5)2—5 раз длиннее соцветия, (1,5)2—3 мм шириной.
Плодоносит в апреле—мае.
Число хромосом 2n=58, 60, 62.
Вид описан из Европы.

## Распространение
Европа; Арктическая часть России: Кольский полуостров; Прибалтика; Европейская часть России: Карело-Мурманский район, Архангельская область, Вологодская область, Ладожско-Ильмский район, верховья Днепра, верховья Волги, Волжско-Камский район (кроме Урала), Волжско-Донской район, Башкортостан; Украина: Карпаты, средняя часть бассейна Днепра, Крым (очень редко); Кавказ: верховья Кубани и Эльбрус, Абхазия; Восточная Сибирь: Даурия (бассейн Кудары); Западная Азия: Северная Турция, Центральный Иран; Северная Америка; Северная Африка.
Растёт на сырых и болотистых лугах, травяно-осоковых болотах, сырых лужайках по берегам водоёмов; в лесном, субальпийском и альпийском поясах гор.